# Чемпионат Англии по волейболу среди мужчин
Чемпионат Англии по волейболу среди мужчин — ежегодное соревнование мужских волейбольных команд Англии. В рамках Национальной волейбольной лиги (НВЛ) проводится с сезона 1977/78. В 1961—1968 разыгрывался чемпионат Великобритании.
Соревнования проходят в четырёх дивизионах — Суперлиге, 1-м, 2-м и 3-м дивизионах.

## Формула соревнований (Суперлига)
В сезоне 2024/25 чемпионат состоял из двух этапов — предварительного и плей-офф. По итогам предварительной стадии 4 команды вышли в плей-офф и в формате «финала четырёх»(два полуфинала и два финала — за 1-е и 3-е места) определили призёров чемпионата.
За победу со счётом 3:0 и 3:1 команды получают 3 очка, 3:2 — 2 очка, за поражение со счётом 2:3 — 1 очко, 0:3 и 1:3 — 0 очков.
В чемпионате 2024/25 в Суперлиге играли 10 команд: «Эссекс Ребелс» (Колчестер), «Мэлори Иглз» (Лондон), «Лондон Джайнтс» (Лондон), «Ньюкасл Найтс» (Ньюкасл-апон-Тайн), «Юнивёрсити оф Ноттингем» (Ноттингем), «Дарем Палатинейтс» (Дарем), «Ричмонд Доклэндс» (Ричмонд), «Эссекс Блейз» (Челмсфорд), «Полония Лондон» (Лондон), «Стокпорт». Чемпионский титул выиграл «Лондон Джайнтс», победивший в финале «Эссекс Ребелс» 3:2. 3-е место занял «Мэлори Иглз».

## Чемпионы (с 1978)
| - 1978 «Сефтон» - 1979 «Кестрелс» Лондон - 1980 «Спидуэлл Фёрнесс» Бристоль - 1981 чемпионат не проводился - 1982 «Спидуэлл Ракэнор» Бристоль - 1983 «Спидуэлл Ракэнор» Бристоль - 1984 «Кэпитэл Сити Спайкерс» Лондон - 1985 «Мизуно» Лондон - 1986 «Полония» Лондон - 1987 «Спидуэлл Ракэнор» Бристоль - 1988 «Мэлори CLC» Лондон - 1989 «Мэлори CLC» Лондон - 1990 «Мизуно Мэлори» Лондон - 1991 «Мизуно Мэлори» Лондон - 1992 «Мизуно Мэлори» Лондон - 1993 «Мизуно Льюисхэм» Лондон - 1994 «Мизуно Мэлори Льюисхэм» Лондон - 1995 «Мизуно Мэлори Льюисхэм» Лондон - 1996 «Мизуно Мэлори Льюисхэм» Лондон - 1997 «Мэлори Льюисхэм» Лондон - 1998 «Тутинг Акуила» Лондон - 1999 «Мэлори Лондон» Лондон - 2000 «Мэлори Лондон» Лондон - 2001 «Мэлори Лондон» Лондон | - 2002 «Мэлори Лондон» Лондон - 2003 «Лондон Мэлори» Лондон - 2004 «Лондон Мэлори» Лондон - 2005 «Лондон Мэлори» Лондон - 2006 «Лондон Мэлори» Лондон - 2007 «Лондон Доклэндс» Лондон - 2008 «Лондон Мэлори» Лондон - 2009 «Шеффилд» - 2010 «Мэлори Иглс» Лондон - 2011 «Полония» Лондон - 2012 «Лидс Карнеги» Лидс - 2013 «Полония» Лондон - 2014 «Шеффилд Холэм» - 2015 «Тим Нортумбрия» Ньюкасл-апон-Тайн - 2016 «Полония» Лондон - 2017 «Полония» Лондон - 2018 «Тим Нортумбрия» Ньюкасл-апон-Тайн - 2019 «Полония» Лондон - 2020 «Полония» Лондон - 2021 Чемпионат отменён - 2022 «Дарем Палатинейтс» Дарем - 2023 «Дарем Палатинейтс» Дарем - 2024 «Дарем Палатинейтс» Дарем - 2025 «Лондон Джайнтс» Лондон |